# Kloster Sankt Agnes (Lauingen)
Das Kloster Sankt Agnes Lauingen ist ein ehemaliges Kloster der Zisterzienserinnen in Lauingen, einer Stadt im schwäbischen Landkreis Dillingen an der Donau.

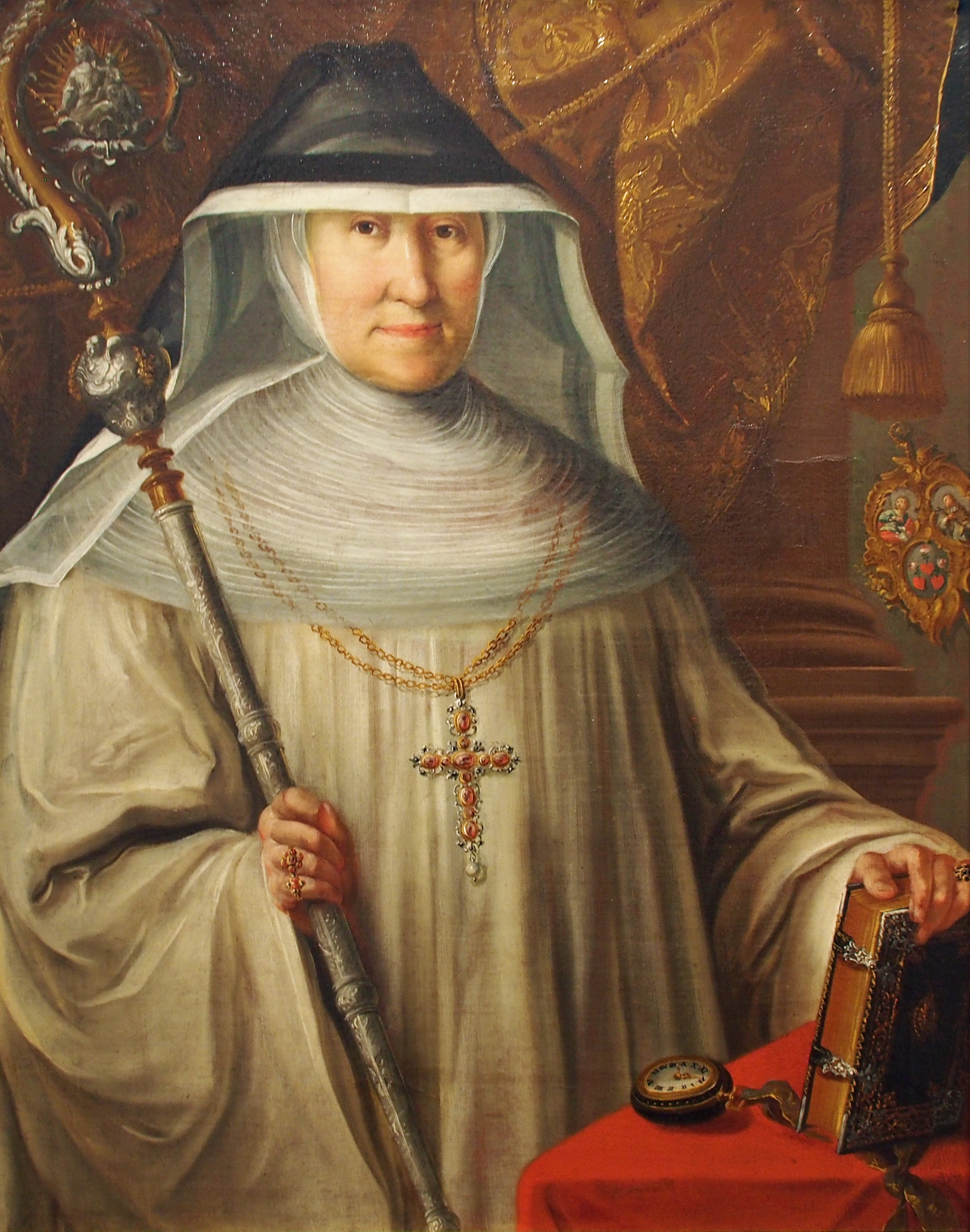
Porträt der Zisterzienserinnen-Äbtissin Maria Rosa aus dem ehemaligen Agnes-Kloster von Johann Anwander (1754)

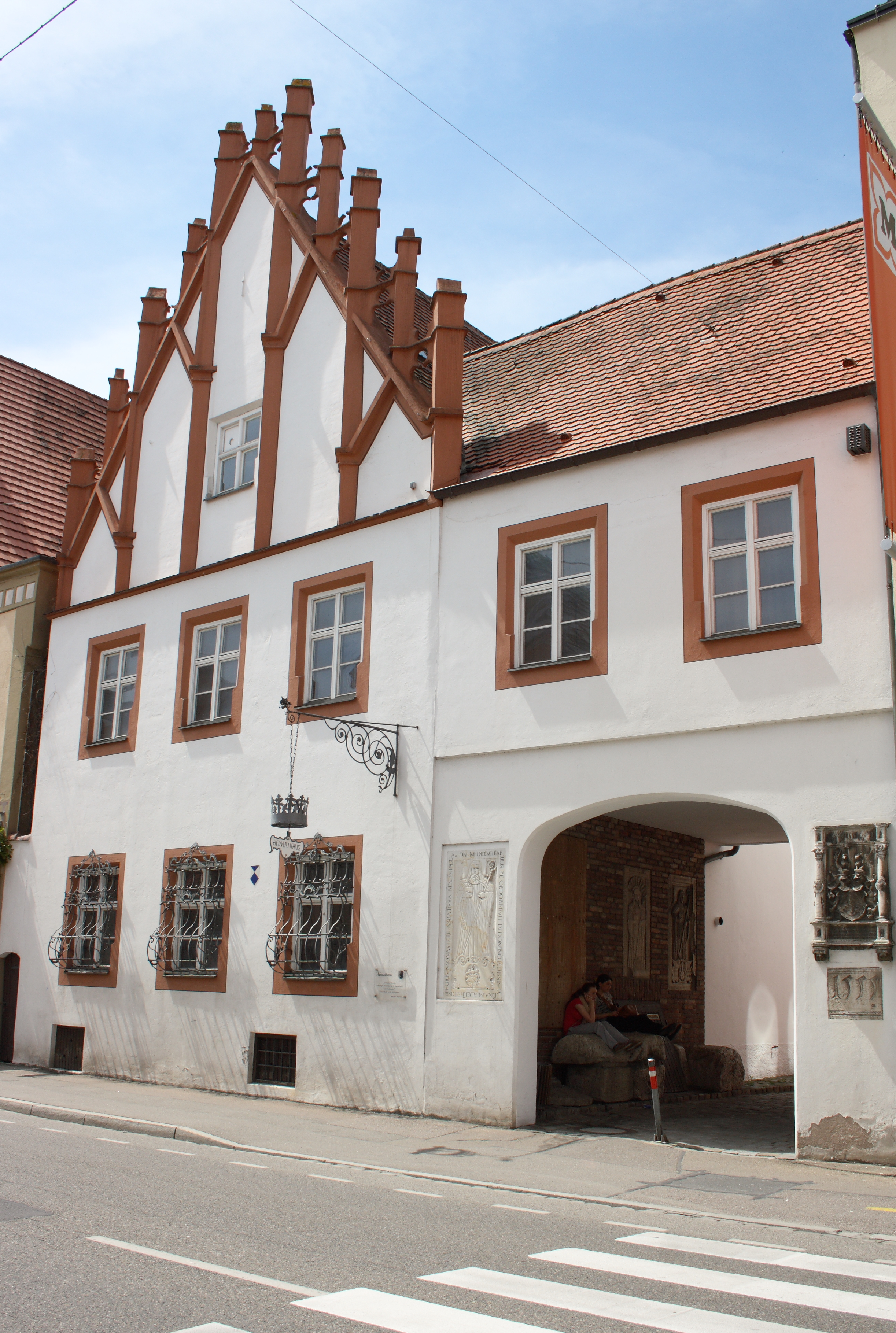
Ehemaliges St.-Agnes-Kloster (heute Heimatmuseum)

## Geschichte
Das St. Agnes geweihte Kloster wurde 1270 gegründet und im Zuge der Säkularisation aufgelöst. 1812 wurde die Anlage verkauft.
Ein Teil der Gebäude (darunter die Klosterkirche) wurde abgerissen, in einem anderen Teil befindet sich heute das Lauinger Heimathaus.